# Comté de Ransom
Le comté de Ransom est un des 53 comtés du Dakota du Nord, aux États-Unis. 
Siège : Lisbon.

## Démographie
| 1880 | 1890  | 1900  | 1910   | 1920   | 1930   |
| ---- | ----- | ----- | ------ | ------ | ------ |
| 537  | 5 393 | 6 919 | 10 345 | 11 618 | 10 983 |

| 1940   | 1950  | 1960  | 1970  | 1980  | 1990  |
| ------ | ----- | ----- | ----- | ----- | ----- |
| 10 061 | 8 876 | 8 078 | 7 102 | 6 698 | 5 921 |

| 2000  | 2010  | - | - | - | - |
| ----- | ----- | - | - | - | - |
| 5 890 | 5 457 | - | - | - | - |